# 临港演艺中心
临港演艺中心又稱聆海美琪，是中華人民共和國上海市浦東新區南汇新城镇临港地区首个超800座的综合型剧场，也是上海最东面的剧场，位於滴水湖湖畔，顶科路200号临港中心內。該劇場由上海文广演艺集团運營。
临港演艺中心整体面积约9000平方米，池座共有646个，楼座有165个，观众区分為楼上楼下。临港演艺中心还有两个贵宾包厢，一厢7座。

## 歷史
2023年3月18日，临港演艺中心启用並舉辦首場演出。同時第38届上海之春国际音乐节主题活动在此演出。此後上海话剧艺术中心、上海爱乐乐团、上海歌舞团、上海滑稽剧团、上海木偶剧团、上海轻音乐团以及上海音乐剧艺术中心均來過該劇場演出。
2024年6月28日，第29届上海电视节“白玉兰绽放”颁奖典礼在临港演艺中心举办。